# Duško
Duško je moško osebno ime.

## Različice imena
Dušan, Dušomir

## Izvor imena
Ime Duško je izpelkanka iz imena Dušan

## Pogostost imena
Po podatkih Statističnega urada Republike Slovenije je bilo na dan 31. decembra 2007 v Sloveniji število moških/ženskih oseb z imenom Duško: 419.

## Osebni praznik
Osebe z imenom Duško praznujejo god 14. decembra.

## Znane osebe
- Duško Pavasovič, slovenski šahist
- Duško Trifunović, bosanski pisatelj